# 李其恩
李其恩（1995年12月17日—）為臺灣男子籃球運動員，場上位置為後衛，畢業於新榮高中、臺北市立大學，2018年7月在超級籃球聯賽新人選秀會第二輪獲得臺灣銀行青睞，2021年夏天轉戰裕隆納智捷。2023年11月李其恩因吳季穎涉入臺灣職籃假球案，最初以證人身分遭臺灣士林地方檢察署約談，複訊後轉列被告以新臺幣10萬元交保，並限制其住居；裕隆納智捷表示經檢察官諭令聲押或交保之球員會依約終止契約。中華民國籃球協會召開紀律委員會，依據「中華民國籃球協會職業聯盟、球隊暨球員、職員、經紀人與經紀公司懲處辦法」決議註銷李其恩的球員註冊。

## 外部連結
- 李其恩在Eurobasket.com（球員）（英语）